# The Faculty
The Faculty (Alternativtitel: Faculty, auch: Faculty – Trau keinem Lehrer) ist ein US-amerikanischer Science-Fiction-Horrorfilm aus dem Jahr 1998. Die Regie führte Robert Rodriguez. Der Film wurde in Deutschland erstmals auf der Berlinale am 20. Februar 1999 gezeigt.

## Handlung
Eines Abends verlassen Lehrer und Schulleiterin Drake die Herrington High School in Ohio, nachdem sie das Schulbudget besprochen haben. Als Drake umdreht, um ihre Schlüssel zu holen, wird sie vom Footballtrainer der Schule, Joe Willis, angegriffen. Die Schauspiellehrerin Mrs. Olson ersticht Drake emotionslos mit einer Schere, während diese aus der Schule flieht.
Am nächsten Morgen treffen die Schüler ein, darunter auch Casey Connor, der engagierte, aber ständig schikanierte Fotograf der Schülerzeitung. Casey ist der Assistent der boshaften Delilah Profitt, der Chefredakteurin der Zeitung und Cheerleaderin. Delilahs Freund Stan Rosado erwägt, das Football-Team zu verlassen, um sich der Wissenschaft zu widmen. Zeke Tyler ist ein intelligenter, aber rebellischer Schüler, der sein letztes Schuljahr wiederholt. Zeke verkauft neben anderen illegalen Dingen eine pudrige, ecstasyähnliche Droge, die er in Kugelschreibern versteckt. Er wird von der Lehrerin Elizabeth Burke konfrontiert, die sich wegen seiner illegalen Aktivitäten Sorgen um ihn macht. Die naive Austauschschülerin Marybeth Louise Hutchinson freundet sich mit der selbsternannten Außenseiterin Stokely Mitchell an, die absichtlich das Gerücht verbreitet hat, sie sei lesbisch, obwohl sie in Stan verknallt ist. Marybeth verknallt sich in Zeke, was von ihm erwidert wird.
Casey findet eine seltsame Kreatur auf dem Footballfeld und bringt sie zu Mr. Furlong, dem Lehrer für Naturwissenschaften, der glaubt, dass es sich um eine neue Art von Kopffüßer-Parasiten handelt, die Mesozoen genannt werden. Delilah und Casey verstecken sich im Lehrerzimmer, um für die Zeitung zu spionieren. Sie werden Zeuge, wie Coach Willis und Mrs. Olson einen der Parasiten in das Ohr der Schulkrankenschwester zwingen. Sie finden auch die Leiche einer anderen Lehrerin, Mrs. Brummel. Casey und Delilah können fliehen. Casey informiert die Polizei, aber seine Behauptungen werden abgetan.
Am nächsten Tag erzählt Casey Delilah, Stan und Stokely, dass er glaubt, die Lehrer würden von Außerirdischen kontrolliert. Nachdem Zeke und Marybeth sie mit ihrer Theorie aufgezogen haben, versucht Mr. Furlong, sie zu infizieren. Zeke injiziert seine selbst hergestellten Drogen in Furlongs Auge und tötet ihn. Zeke nimmt die fünf mit in sein Haus, wo er an einem von Casey gefundenen Exemplar experimentiert. Er findet heraus, dass es Wasser zum Überleben braucht und durch seine „Droge“ getötet werden kann, die sich in Wirklichkeit als rohes, pulverisiertes Koffein entpuppt (da Koffein den Anwender dehydriert und die Außerirdischen überempfindlich auf Flüssigkeitszufuhr sowohl bei sich selbst als auch bei ihrem Wirt reagieren). Zeke zwingt alle, seine Droge zu nehmen, um zu beweisen, dass sie nicht infiziert sind. Delilah entpuppt sich als infiziert und zerstört Zekes Labor und den Großteil seiner Drogenvorräte, bevor sie flieht.
Aufgrund von Stokelys Spekulationen, dass die Tötung der Alien-Königin alle in den Normalzustand zurückversetzen wird, kehrt die Gruppe in die Schule zurück, wo ihr Football-Team spielt und die gegnerischen Spieler infiziert. Sie glauben, dass Rektorin Drake die Königin ist, isolieren sie in der Turnhalle und erschießen sie. Stan konfrontiert den Trainer und das Team, um zu sehen, ob der Plan funktioniert hat, wird aber selbst infiziert. Zeke und Casey holen mehr von Zekes Drogen aus seinem Auto. Casey führt die infizierten Schüler von Zeke weg, der Miss Burke auf dem Parkplatz antrifft und sie außer Gefecht setzt.
In der Turnhalle entpuppt sich Marybeth als die Alien-Königin, die zuvor die Einnahme der Droge nur vorgetäuscht hatte. Casey und Stokely fliehen ins Schwimmbad, wo Stokely verletzt wird und sich infiziert. Zeke und Casey verstecken sich in der Umkleidekabine, wo Marybeth wieder in ihre menschliche Gestalt zurückkehrt. Sie erklärt, dass sie die Erde übernehmen will, weil ihr Planet im Sterben liegt. Marybeth verwandelt sich zurück in ihre wahre Gestalt und schleudert Zeke quer durch den Raum in die Umkleidekabine, wo er bewusstlos liegenbleibt. Casey schnappt sich die Droge und fängt die Königin hinter einer eingefahrenen Tribüne. Gerade als die Königin ihn infiziert, sticht er ihr die Droge ins Auge, tötet sie und stoppt seine Infektion. Casey kehrt in den Umkleideraum zurück und findet Stokely und Zeke lebendig vor.
Einen Monat später sind alle zur Normalität zurückgekehrt. Stan und Stokely, die ihr Goth-Girl-Image abgelegt hat, sind jetzt zusammen. Zeke hat Stans Platz in der Fußballmannschaft eingenommen, während Miss Burke ihm liebevoll beim Training zusieht. Delilah, die nicht mehr rachsüchtig ist, trifft sich jetzt mit Casey, der als lokaler Held gilt, da verschiedene Nachrichtenmedien berichten, dass die Öffentlichkeit um die versuchte Invasion der Außerirdischen weiß, auch wenn das FBI dies bestreitet.

## Besetzung und Synchronisation
Die Deutsche Synchronkartei weist folgende Synchronsprecher für den Film auf.
| Darsteller           | Deutscher Sprecher       | Rolle                 |
| -------------------- | ------------------------ | --------------------- |
| Laura Harris         | Stefanie von Lerchenfeld | Marybeth Hutchinson   |
| Elijah Wood          | Butz Combrinck           | Casey Connor          |
| Jordana Brewster     | Anke Kortemeier          | Delilah Profitt       |
| Josh Hartnett        | Dirk Meyer               | Zeke Tyler            |
| Clea DuVall          | Karoline Guthke          | Stokely Mitchell      |
| Shawn Hatosy         | Hubertus von Lerchenfeld | Stan Rosado           |
| Usher Raymond        | Christian Stark          | Gabe Santora          |
| Bebe Neuwirth        | Martina Duncker          | Valerie Drake         |
| Robert Patrick       | Stephan Hoffmann         | Coach Jow Willis      |
| Famke Janssen        | Kathrin Simon            | Elizabeth Burke       |
| Daniel von Bargen    | Michael Gahr             | John Tate             |
| Jon Stewart          | Jürgen Frank             | Prof. Edward Furlong  |
| Piper Laurie         | Dagmar Heller            | Karen Olson           |
| Salma Hayek          | Alisa Palmer             | Schwester Rosa Harper |
| Christopher McDonald | Arnim André              | Frank Connor          |

## Produktion und Hintergründe
Die Dreharbeiten fanden vom 13. April 1998 bis 26. Juni 1998 statt. Es wurde unter anderem in Lockhheart, Texas (Parkplatz und Football-Feld der Herrington High School sowie die Außenansicht der Stadt), Austin, Dallas und San Marcos (ebenfalls in Texas gelegene Städte) gedreht. Für Dreharbeiten innerhalb der Herrington High School wurde die Schule für Gehörlose (Texas School for the Deaf; 1102 South Congress Avenue) in Austin genutzt. In den USA erschien der Film erstmals am 12. November 1998 im Kino.

## Kritiken
Das Lexikon des internationalen Films schrieb, der Film sei „ein unterhaltsamer Science-Fiction-Horrorthriller, der seine Vorbilder besonders in den 50er-Jahre-Werken des Genres findet, diese aber mit zeitgemäßen Inhalten füllt: einerseits durch die Lust an der Zerstörung der heilen Teenager-Welten aus den Fernseh-Seifenopern, andererseits durch die Darstellung des alltäglichen psychologischen Horrors innerhalb der Hackordnung an den Schulen“.

## Auszeichnungen
Der Film wurde 1999 für insgesamt 11 Auszeichnungen nominiert, konnte aber keine davon gewinnen:
- ALMA Award für Robert Rodriguez als herausragender lateinamerikanischer Regisseur eines „Feature“-Films.
- Saturn Award als bester Horrorfilm und bester Jungschauspieler (Josh Hartnett).
- Blockbuster Entertainment Award als bester Horrordarsteller (Elijah Wood) und beste weibliche Newcomerin (Clea DuVall).
- Teen Choice Award für die Break-Out-Performance (Clea DuVall), für die „ekelhasteste oder verstörendste“ Szene in einem Film (Laura Harris als Monster im Schwimmbecken) und als Soundtrack des Jahres
- Fangoria Chainsaw Awards als beste weibliche Nebenrolle (Clea DuVall), als beste männliche Nebenrolle (Robert Patrick) und für das beste Make-Up.

## On Demand
Der Film kann als Video on Demand auf verschiedenen Plattformen gestreamt werden (Stand 14. Dezember 2023).